# Cancrinia discoidea
Cancrinia discoidea là một loài thực vật có hoa trong họ Cúc. Loài này được (Ledeb.) Poljakov ex Tzvelev mô tả khoa học đầu tiên năm 1961.